# Accident du 17 février 2015 en Haïti
L'accident du 17 février 2015 en Haïti est un accident de char survenu le 17 février 2015 lors du carnaval d'Haïti à Port-au-Prince, en Haïti. Il fait 17 morts et 78 blessés.

## Déroulement
Le 17 février 2015 vers 2h 48 heure locale, le char du groupe de rap Barikad Crew entre en contact avec un câble électrique ce qui entraîna l'électrocution de plusieurs personnes,. Une bousculade s'est ensuivie qui provoqua un mouvement de panique parmi les dizaines de milliers de danseurs présents dans les rues,. 

## Bilan
L'accident a fait 17 morts et 78 blessés.

## Réactions
Le président Michel Martelly a présenté ses "plus sincères sympathies aux victimes du grave accident survenu ce matin au Champ-de-Mars à l'occasion du 2e jour gras de Carnaval".
Le premier ministre Evans Paul assure que "ce qui s'est produit est un drame. L'État est mobilisé pour faire face à la situation".